# Megalopelma nigroclavatus
Megalopelma nigroclavatus är en tvåvingeart som först beskrevs av Gabriel Strobl 1909.  Megalopelma nigroclavatus ingår i släktet Megalopelma och familjen svampmyggor. Inga underarter finns listade i Catalogue of Life.